# 齊藤貢
齊藤 貢（さいとう みつぐ）は、日本の外交官。内閣官房内閣審議官等を経て、2018年から2020年にかけて駐イラン特命全権大使。2021年より、東洋英和女学院大学非常勤顧問。

## 人物・経歴
東京都出身。1980年一橋大学社会学部卒業、外務省入省。カイロで2年間アラビア語研修を受けたのち、オックスフォード大学に留学し中東現代史を専攻した。その後在サウジアラビア日本国大使館、在イスラエル日本国大使館勤務を経て、国際連合日本政府代表部で安全保障理事会の中東関係を担当した。
外務省国際情報課長や在アラブ首長国連邦日本国大使館公使、内閣官房内閣審議官等を経て、2012年在タイ日本国大使館公使。2015年駐オマーン特命全権大使。2017年には自由民主党国際協力調査会会長を務める三原朝彦衆議院議員らとともにオマーン当局や日本企業幹部らと意見交換の場を開催するなどした。
2018年8月10日、駐イラン特命全権大使を拝命した。2019年にはサーダバード宮殿での安倍晋三内閣総理大臣とハサン・ロウハーニーイラン大統領との首脳会談に参加するなどした。2020年10月8日、ザリーフ外相を訪問して離任の挨拶をした。2020年11月13日、退官。
2021年9月22日、東洋英和女学院大学非常勤顧問に就任。岡崎研究所コメンテーター。

## 著書
- 『イランは脅威か―ホルムズ海峡の大国と日本外交』岩波書店 2022年

## 同期入省
- 末松義規（12年内閣府副大臣・96年衆議院議員）
- 石井正文（17年インドネシア大使・13年国際法局長）
- 大村昌弘（17年フィジー大使）
- 川村裕（20年ノルウェー大使・18沖縄大使・14年コートジボワール大使）
- 越川和彦（16年JICA副理事長・14年スペイン大使・12年官房長）
- 鈴鹿光次（16年アフガニスタン大使）
- 鈴木康久（18年ニカラグア大使・16年レオン総領事）
- 山田文比古（08年東京外国語大学教授）
- 片上慶一（17年イタリア大使・16年外務審議官（経済担当））
- 北野充（14年ウィーン代表部大使・12年軍縮不拡散・科学部長・19年アイルランド大使）
- 石川和秀（14年フィリピン大使・12年南部アジア部長）
- 藤原聖也（14年アルジェリア大使）
- 山崎純（18年シンガポール大使・15年スウェーデン大使・14年儀典長）
- 渡邉正人（17年ブルガリア大使・15年バングラデシュ大使）
- 堀之内秀久（19年オランダ大使・16年カンボジア大使・14年ロサンゼルス総領事）
- 野田仁（18年ルーマニア大使・15年エクアドル大使）
- 髙橋礼一郎（18年オーストラリア大使・15年ニューヨーク総領事・11年アフガニスタン大使）
- 葉室和親（12年トンガ大使）
- 井出敬二（17年北極担当大使・13年クロアチア大使）
- 小原雅博（15年東京大学法学部教授・13年上海総領事）
- 須永和男（19年カタール大使・16年ASEAN大使）
- 姫野勉（17年ガーナ大使）
- 平石好伸（17年チリ大使・14年ジンバブエ大使）
- 水谷章（19年オーストリア大使・17年立命館アジア太平洋大学教授）